# Pontia occidentalis
Espèce
Pontia occidentalis est une espèce de lépidoptères (papillons) de la famille des Pieridae, de la sous-famille des Pierinae et du genre Pontia.

## Dénomination
Pontia occidentalis (Reakirt, 1866)

### Noms vernaculaires
Pontia occidentalis se nomme Western White en anglais.

## Sous-espèces
- Pontia occidentalis
- Pontia occidentalis nelsoni

## Description
Ce papillon blanc taché de gris présente sur le revers de ses ailes postérieures un souligné vert le long des nervures.

## Biologie
Les œufs, de couleur orange, sont posés isolément. Les chenilles grisâtres sont marquées de points jaunes en lignes sur le dessus et sur les côtés. Les chrysalides sont gris verdâtre

### Période de vol et hivernation
Les adultes volent en juin juillet en une génération et plus au sud, d'avril à octobre en deux générations.
Il hiverne dans sa chrysalide, au stade nymphal.

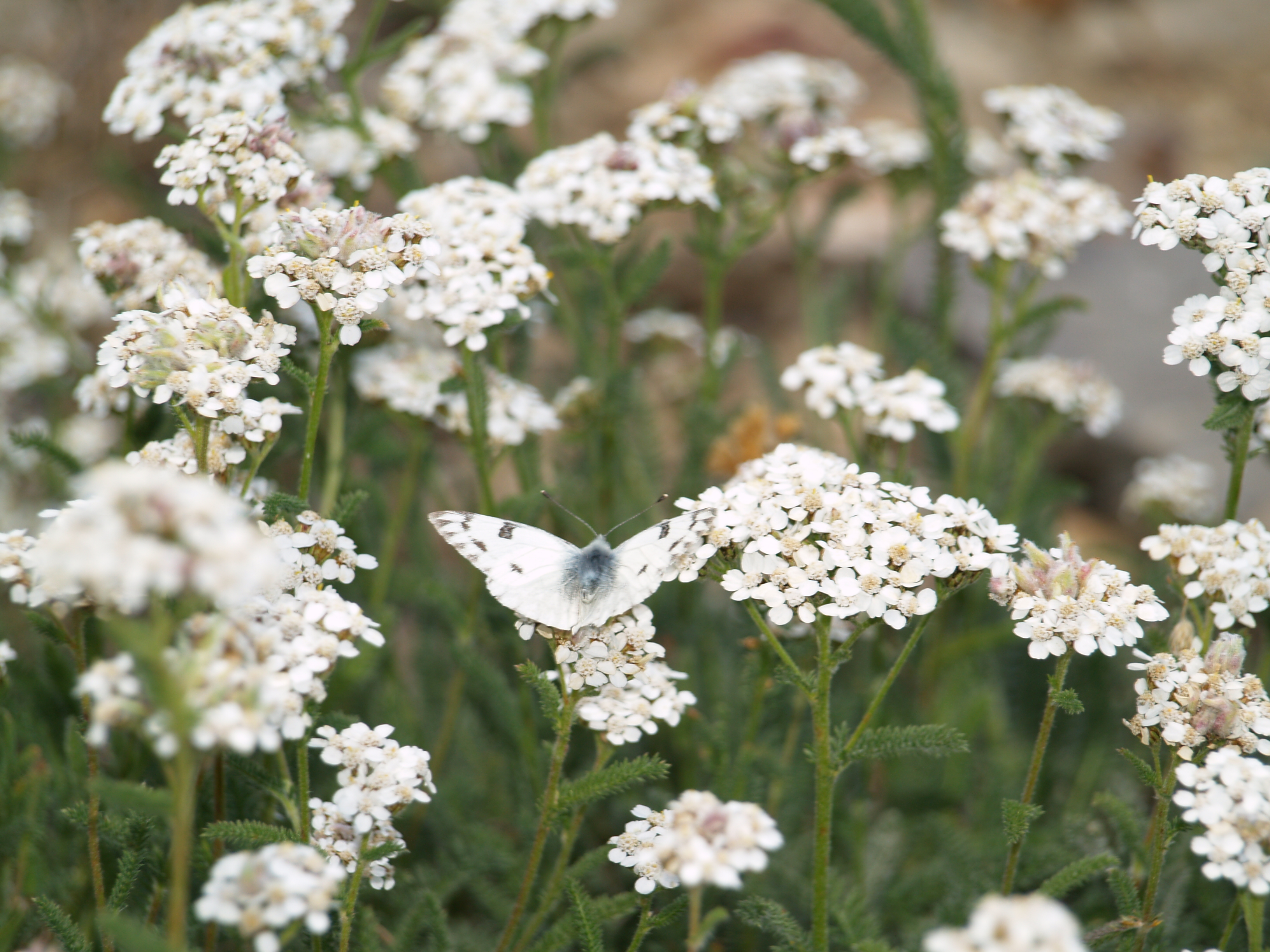
Western White sur fleurs

### Plantes hôtes
Il a pour plantes hôtes des Brassicaceae.

## Écologie et distribution
Il est commun en Amérique du Nord et présent du sud de l'Alaska au nord de la Californie, dans tous les états de la moitié Est des USA.

### Biotope
Pontia occidentalis s'accommode de lieux très variés, aussi bien la toundra que les montagnes ou les prairies.

## Protection
Pas de statut de protection particulier.